# Nixtamalização

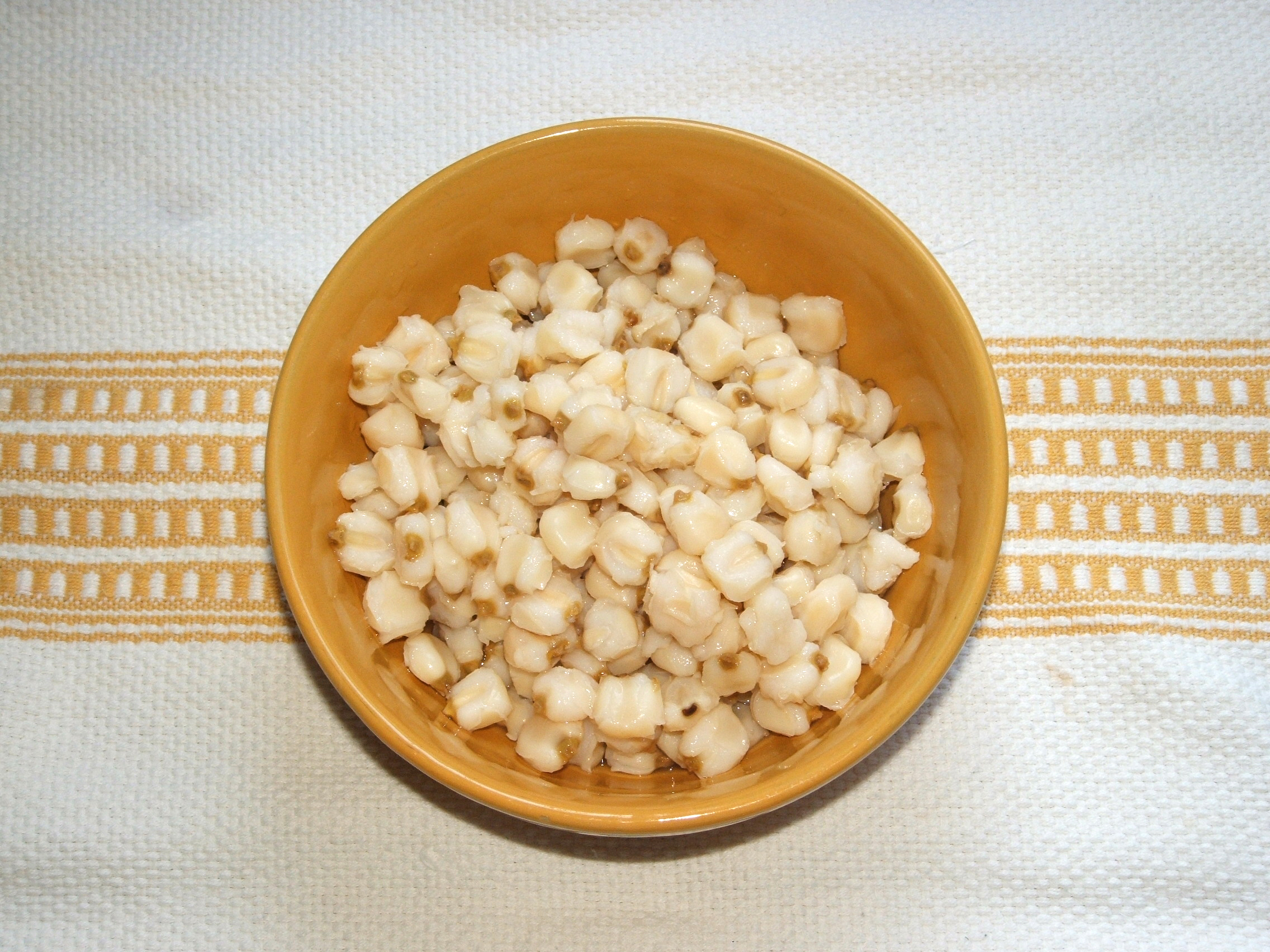
Milho nixtamalizado.

Nixtamalização é um processo de cozimento e maceração do milho maduro em solução alcalina de cal (CaO) em 1,3% de peso. Esse processo facilita a moagem, melhora o sabor, aroma e valor nutritivo.
O termo pode igualmente referir a remoção do pericarpo do grão utilizando um meio alcalino.
Estes benefícios fazem da nixtamalização uma etapa preliminar crucial para o processamento final do milho em produtos de alimento e o processo é empregado usando métodos tradicionais e industriais na produção de tortilla, de tamales, de microplaquetas de milho, tacos e de muitos outros produtos.

## História
Mesoamérica
O processo de nixtamalização foi desenvolvido na Mesoamérica, nos locais do centro de origem da cultura do milho. A evidência mais antiga de nixtamalização é encontrada na costa sul da Guatemala, com equipamentos datados de 1200 a 1500 aC. Provavelmente a nixtamalização foi um efeito secundário da utilização de pedras calcárias quentes para ferver a água contendo espigas de milho. De fato, as primeiras civilizações da Guatemala e do sul do México não possuíam recipientes de cozimento robustos o suficiente para suportar o calor do fogo ou do carvão, então, as pessoas colocavam pedaços de calcário no fogo e, depois de aquecidos, os colocavam nos recipientes com água. Experimentos mostram que o calcário quente torna a água de cozimento suficientemente alcalina para causar a nixtamalização.

PROCESSO
O processo original começa pela obtenção duma solução de soda, usando um pedaço de tronco de árvore oco onde se colocam cinzas, de preferência do carvalho-verde, sobre as quais se despeja água; o líquido resultante é recebido num balde que se coloca debaixo da extremidade do tronco; este líquido pode ser deitado de novo sobre as cinzas, para obter uma solução mais forte. Esta soda natural é depois utilizada para nixtamalizar milho, ou para fabricar sabão. 
Para fazer  a massa de milho, colocam-se grãos de milho secos na solução de soda e vai-se mexendo até que a ponta do grão saia facilmente; este processo pode levar dois dias. Após este período, o milho é lavado e esfregado várias vezes em água limpa, para retirar a pele e a soda. O passo seguinte consiste em cozer o milho em água e mexer até obter uma papa; este produto chama-se grits nos Estados Unidos, “masa” no México, ou fubá no Brasil, e pode ser consumido imediatamente, temperado com manteiga ou outros ingredientes. Normalmente, uma parte da massa é seca e pilada para ser usada mais tarde. Algumas das preparações que se podem fazer com a massa incluem as tortillas de milho, fritas ou assadas, e os tamales.